# زكريا ألب
زكريا ألب (بالتركية: Zekeriya Alp)‏ (و. 1948  م) هو لاعب كرة قدم تركي، ولد في إسطنبول، مركز لعبه هو مُدَافِع.

## روابط خارجية
- زكريا ألب على موقع اتحاد تركيا (لاعب) (الإنجليزية)
- زكريا ألب على موقع قاعدة بيانات كرة القدم.إي يو (الإنجليزية)
- زكريا ألب على موقع ناشيونال فوتبول تيمز (الإنجليزية)